# 札幌市立二条小学校
札幌市立二条小学校（さっぽろしりつにじょうしょうがっこう）は、北海道札幌市中央区にある公立小学校。2017年12月時点で、16学級、全校児童数469名。児童数は、近年増加傾向にある。

## 概要
札幌市の中心部、大通公園にもほど近い地域に所在する。正面には、NTT病院がある。
平日の始業前に開かれる「朝の活動」では、スポーツ・音楽・読書など、特色のある活動が行われている。また、各種研究大会・発表会も数多く開催されている。

## 沿革

### 開校の経緯
1950年（昭和25年）頃、札幌市立幌西小学校と札幌市立大通小学校（2004年に閉校、札幌市立資生館小学校に統合）の児童増加が問題となり、これを緩和する必要があった。他方で南2条西15丁目にあった北海道学芸大学・北海道第一師範学校附属札幌小学校（現・北海道教育大学附属札幌小学校）は、北海道学芸大学キャンパス（南22条西13丁目）から離れていて運営上支障があった。そこで、附属小学校を大学構内に移転し、跡地に二条小学校を新設することで、これら問題を一挙に解決した。またこれに伴い、従来の校地を貫いて南1条と南3条の間に西15丁目線の道路が新設された。開校した1950年度は最高学年が5年生であったため、第1回卒業式が行われたのは1952年（昭和27年）3月である。

### 年表
- 1950年10月1日 - 開校[4]
- 1952年
  - 3月3日 - 校歌制定[4]
  - 3月18日 - 第1回卒業式[4]
- 1970年10月1日 - 開校二十周年記念式典[4]
- 1993年
  - 2月3日 - ソニー教育賞優良校受賞[4]
  - 12月2日 - 全日本よい歯の学校表彰文部大臣賞受賞[4]
- 1994年
  - 2月15日 - 北海道教育実践表彰受賞[4]
  - 11月16日 - ソニー教育賞優秀校受賞[4]
- 1996年-1998年 - 吹奏楽コンクール全道大会で3年連続金賞受賞[4]
- 2000年
  - 9月30日 - 開校五十周年記念式典・祝賀会[4]
  - 10月13日 - 第33回全国小学校理科研究大会[4]

## 教育目標
- 健康な心身の育成〜命の尊さを知り、進んで健康を増進する態度を育てる（たくましい子）
- 豊かな情操の育成〜自然や人間に深い愛情を持ち、その美しさを求める心を育てる（ゆたかな子）
- 創造的な思考力の育成〜真理を求めて創意工夫する力を育てる（かしこい子）
- 強い意志の育成〜仕事のねうちと責任の大切さを知り、最後までやりぬく心を育てる（やりぬく子）

## 備考
同校の最初の卒業生には、その後1997年4月から2000年3月まで同校校長を務めた尾崎敏（第14代）がいた。
二条小の校木「はるにれ」は二条小設立以前から立っていた。また二条小内には多目的室を「はるにれ教室」と呼び、校庭から校舎を挟んだ反対側の広場を「はるにれ広場」と名づけていた（現在は「なかよし広場」と呼ばれている）ことから「はるにれ」が二条小の中心的存在であることが窺える
なかよし広場は、校舎建て替えに伴い廃止された。

## 著名な関係者

### 出身者
- 尾崎敏（同小学校第14代校長）
- 横路孝弘

## 卒業後の主な進路
- 札幌市立啓明中学校
- 札幌市立陵雲中学校（昭和44年閉校）

## 所在地
札幌市中央区南2条西15丁目